# Wilhelm Dufwa
Alfred Wilhelm Dufwa, född 6 oktober 1825 i Jakob och Johannes församling, Stockholm, död 10 augusti 1883 i Överjärna församling, Södermanlands län, var en svensk jurist, bankman och politiker. Han var far till Alfred och Torgny Dufwa.

## Biografi
Dufwa avlade 1843 hovrättsexamen i Uppsala, blev extraordinare notarie i Svea hovrätt samma år, (adjungerad ledamot 1853-56, ordinarie fiskal 1855–56), och utnämndes 1852 till vice häradshövding, och såsom sekreterare hos justitieombudsmannen Theorell (1853) samt bedrev i många år en omfattande advokatverksamhet, men övertog slutligen chefskapet för försäkringsaktiebolaget Skandia (vice direktör 1856–61, verkställande direktör 1861–69). Perioden 12 oktober 1869 – 13 mars 1870 var han redaktör för Aftonbladet.
Av Stockholms stad invaldes Dufwa till sista ståndsriksdagen (1865–66) i borgarståndet och i andra kammaren för riksdagarna 1870–72. Hos kammarens lantmän förvärvade han sig stort förtroende, invaldes 1871–72 i statsutskottet och blev en av Lantmannapartiets inflytelserikaste ledare, om också sällan synlig som sådan. Han var en av Lantmannapartiets talangfullaste förkämpar i de strider partiet förde mot den dåvarande regeringen i syfte att tillförsäkra riksdagen uteslutande bestämmanderätt över de ordinarie anslagen och genomdriva sådana frågors avgörande medelst gemensamma voteringar. Hans lantmannapartistiska förbindelser omöjliggjorde ett återval i Stockholm, men han blev i stället ledamot av första kammaren 1873–79 för Kristianstads län och 1882–83 för Göteborgs och Bohus län. Borgarståndet vid 1865 års riksdag hade valt Dufwa till riksgäldsfullmäktig; sedan 1870 till sin död var han fullmäktig i Riksbanken, därvid under en lång följd av år tjänstgörande som deputerad för den inre förvaltningen.